# We Can Fly Together
We Can Fly Together är en musiksingel av Fair Control från 1986.

## Låtförteckning
A-sida
1. "We Can Fly Together" – 3:58

B-sida
1. "Letter From India" – 4:03

Låtarna skrivna av Hannes Schöner och Peter Columbus